# Amblyseius vineaticus
Amblyseius vineaticus är en spindeldjursart som beskrevs av Wainstein 1978. Amblyseius vineaticus ingår i släktet Amblyseius och familjen Phytoseiidae. Inga underarter finns listade i Catalogue of Life.